# Паметник на 12-те ваташки младежи
Паметник на 12-те ваташки младежи (на македонска литературна норма: Споменик на 12-те ваташки младинци) е мемориален комплекс в тиквешкото село Ваташа, Северна Македония. Обявен е за паметник на културата.
Паметникът отбелязва разстрела на 16 юни 1943 година на 12 комунистически партизани от Ваташа от страна на българските власти по време на българско управление в областта в годините на Втората световна война.
Паметник на разстреляните е издигнат още в 1946 година. В 1961 година на 110 m от стария паметник, на практика в северната част на Моклище, е изграден мемориален комплекс, състоящ се от костница и три бетонни плочи с изображения и текстове. Открит е на 11 октомври 1961 година. На южната бегонна плоча има надпис „Стрелани 16.VI.1943“, а на северната са изписани имената на разстреляните. Архитекти на паметника са Йордан и Искра Грабуловски.
Паметникът често пъти е оскверняван. В март 2012 година по-големият дял от релефа е унищожен от неизвестни лица.